# Agence régionale énergie - climat Île-de-France
Pour les articles homonymes, voir AREC et Arène (homonymie).
 (novembre 2014).
Si vous disposez d'ouvrages ou d'articles de référence ou si vous connaissez des sites web de qualité traitant du thème abordé ici, merci de compléter l'article en donnant les références utiles à sa vérifiabilité et en les liant à la section « Notes et références ».
L'AREC Île-de-France (Agence régionale énergie - climat, anciennement ARENE) a été créée en tant qu'organisme associé au Conseil régional d'Île-de-France en 1994. L'AREC est membre du RARE (Réseau national des agences régionales de l’énergie et de l’environnement) et de la Fedarene (Fédération européenne des agences et des régions pour l'énergie et l'environnement).
En août 2017, l’ARENE devient Département autonome énergie et climat de L'Institut Paris Région (ex-IAU), puis est rebaptisée AREC Île-de-France en avril 2019.

## Missions et cadre d'action
L'AREC îdF a pour objectif de faciliter et d’accélérer la transition énergétique et l’adaptation au changement climatique en assistant les collectivités et autres acteurs franciliens. 
À l’interface des différentes échelles territoriales, l’AREC îdF coordonne et accompagne les acteurs relais sur les territoires pour décliner localement les objectifs de la stratégie stratégie régionale énergie - climat.

## Organisation
Les présidents successifs ont été Didier Dousset, Marc Lipinski, Laurence Abeille, Marie-Pierre Digard et Michel Vampouille.